# Campionato sudamericano femminile di calcio 1991
Il Campionato sudamericano femminile di calcio 1991 (in spagnolo Sudamericano Femenino 1991) si disputò dal 28 aprile al 5 maggio 1991 a Maringá in Brasile.
Il primo torneo fu vinto dai padroni di casa del Brasile contro soltanto altre due squadre: Cile e Venezuela. La vincitrice è qualificata di diritto al Campionato mondiale femminile di calcio 1991.

## Partecipanti
Le squadre si sfideranno in un girone all'italiana dove la prima classificata sarà decretata vincitrice e si qualificherà automaticamente al Campionato mondiale femminile di calcio 1991 in Cina.
| - Brasile - Cile - Venezuela |

## Girone finale

### Classifica
| Pos. | Squadra   | Pt | G | V | N | P | GF | GS | DR  |
| ---- | --------- | -- | - | - | - | - | -- | -- | --- |
| 1.   | Brasile   | 4  | 2 | 2 | 0 | 0 | 12 | 1  | +11 |
| 2.   | Cile      | 2  | 2 | 1 | 0 | 1 | 2  | 6  | -4  |
| 3.   | Venezuela | 0  | 2 | 0 | 0 | 2 | 0  | 7  | -7  |

### Risultati
| Arbitro: | Juan Carlos Biscay |

|                                                                             |           |          |
| Roseli 12’ Adriana 30’, 71’ Márcia Taffarel 41’ Elane 58’ Marisa 78’ (rig.) | Marcatori | Cruz 62’ |

| Maringá 1° maggio 1991                      | Cile      | 1 – 0 | Venezuela | Estádio Willie Davids (120 spett.) |
| \| \| \| \| \| Abarca ?’ \| Marcatori \| \| |           |       |           |                                    |
|                                             |           |       |           |                                    |
| Abarca ?’                                   | Marcatori |       |           |                                    |

| Arbitro: | Efigenio Verdún |

|                                                     |           |  |
| Marcinha ?’, ?’ Carioca ?’ Adriana ?’, ?’ Roseli ?’ | Marcatori |  |

## Classifica marcatrici
4 reti
- Adriana

2 reti
- Marcinha
- Roseli

1 rete
- Fia Carioca
- Elane
- Márcia Taffarel
- Marisa (1 rig.)
- Vilma Abarca
- Ada Cruz